# Джерафи, Йоав
Йоав Джерафи (ивр. יואב ג'ראפי‎; род. 29 августа 1993, Тель-Монд, Израиль) — израильский футболист, вратарь клуба «Хапоэль» Хайфа и национальной сборной Израиля.

## Карьера
Первым профессиональным клубом футболиста был «Хапоэль» Кфар-Сава, чьим воспитанником и является. Дебютировал за клуб футболист 20 января 2012 года в матче против клуба «Маккаби» Умм-эль-Фахм, выйдя на замену на 29 минуте. В январе 2014 года футболист перешёл в израильский клуб «Ашдод», однако отправился выступать в резервную команду. За основную команду клуба футболист дебютировал 6 сентября 2014 года в матче Кубка Тото против клуба «Хапоэль» Петах-Тиква. Однако затем футболист больше к основной команде клуба не привлекался. В сентябре 2014 года футболист на правах арендного соглашения присоединился к клубу «Хапоэль» Раанана, в котором весь сезон провёл в роли резервного вратаря. 
Вернувшись из аренды летом 2015 года футболист стал готовиться к новому сезону с основной командой «Ашдода». Первый матч за клуб в чемпионате футболист сыграл 30 октября 2015 года против клуба «Хапоэль» Петах-Тиква. Футболист начинал сезон в роли резервного вратаря, однако начиная со второй половины чемпионата закрепился в роли основного вратаря. По итогу сезона футболист вместе с клубом стал победителем чемпионата. Свой первый матч за клуб в израильском чемпионате футболист сыграл 20 августа 2016 года в матче против клуба «Ирони» Кирьят-Шмона. В дальнейшем футболист продолжал выступать за клуб в роли основного вратаря клуба. В начале 2019 года футболист стал капитаном клуба.
В июле 2019 года футболист на правах арендного соглашения присоединился к клубу «Хапоэль» Тель-Авив до конца сезона. Дебютировал за клуб футболист 27 июля 2019 года в матче против клуба «Хапоэль» Раанана. Первый матч за клуб в чемпионате футболист сыграл 26 августа 2019 года против клуба «Маккаби» Нетания. На протяжении сезона футболист первоначально выступал в роли основного вратаря, однако под конец чемпионата стал оставаться на скамейке запасных, отличившись 7 «сухими» матчами. По итогу сезона футболист вместе с клубом завершил чемпионат на итоговом девятом месте. По окончании срока арендного соглашения футболист покинул клуб и вернулся в «Ашдод».
Вернувшись в «Ашдод» футболист первоначально пропустил несколько матчей. Первый свой матч за клуб в сезоне футболист сыграл 21 ноября 2020 года против клуба «Хапоэль» Беэр-Шева. По итогу сезона футболист вместе с клубом стал бронзовым призёром чемпионата. В июле 2021 года футболист вместе с клубом отправился на квалификационные матчи Лиги конференций УЕФА. Свой дебютный матч в рамках еврокубкового турнира футболист сыграл 22 июля 2021 года против азербайджанского «Карабаха». В ответной встрече 29 июля 2021 азербайджанский «Карабах» оказался сильнее и прошёл в следующий квалификационный раунд. В июне 2023 года футболист покинул клуб.
В июне 2023 года футболист на правах свободного агента перешёл в «Хапоэль» Хайфа. Дебютировал за клуб футболист 29 июля 2023 года в матче Кубка Тото против клуба «Бней Сахнин». Первый матч в чемпионате футболист сыграл 28 августа 2023 года в матче против иерусалимского клуба «Бейтар». Первым результативным действием за клуб футболист отличился 12 февраля 2024 года в матче против иерусалимского «Хапоэля», отдав голевую передачу.

## Международная карьера
В марте 2019 года футболист получил вызов в национальную сборную Израиля. Дебютировал за сборную футболист 27 сентября 2022 года в товарищеском матче против сборной Мальты.

## Достижения
«Ашдод»
- Победитель Лиги Леумит: 2015/16